# Ferula foetidissima
Ferula foetidissima är en flockblommig växtart som beskrevs av Eduard August von Regel och Johannes Theodor Schmalhausen. Ferula foetidissima ingår i släktet stinkflokesläktet, och familjen flockblommiga växter. Inga underarter finns listade i Catalogue of Life.